# Charles Freeman
Charles Freeman (11 ottobre 1947) è uno storico e scrittore britannico.

## Biografia
Appassionato di storia fin da ragazzo, Freeman partecipava, durante le vacanze estive, agli scavi archeologici organizzati dal museo di Ipswich. Completati gli studi scolastici, ha studiato legge al Trinity College di Cambridge. Conseguita la laurea, ha insegnato per un anno in Sudan. Rientrato in Inghilterra, ha conseguito il master in storia e politiche dell’Africa alla School of Oriental and African Studies a Londra. Successivamente ha conseguito il diploma universitario in scienza dell’educazione a Cambridge e poi il master in ricerca applicata all'educazione all'Università dell'Anglia orientale.
Nel 1978 è entrato come insegnante di storia al St Clare's International College di Oxford. Nello stesso anno è diventato esaminatore nell'ambito del Baccellierato Internazionale, incarico che ha ricoperto fino al 2007. Dal 1988 si è prevalentemente all'attività di storico freelance e di scrittore di saggi riguardanti la storia antica.
Nel 1990 è stato incaricato di coordinare un’enciclopedia di storia in dodici volumi, ma il progetto si è interrotto dopo tre anni, per cui Freeman ha potuto pubblicare solo la parte iniziale dell’opera sotto il titolo Egypt, Greece and Rome: Civilization of the Ancient Mediterranean. Successivamente ha scritto altri volumi sull'Antico Egitto, l'Antica Grecia e la Roma Antica. Nel 2003 ha pubblicato il volume The Closing of Western Mind, con argomento sui rapporti fra la filosofia greca e il cristianesimo; il libro ha avuto particolare successo negli Stati Uniti d’America, per cui Freeman è stato invitato a tenere una serie di conferenze e a partecipare a dibattiti su fede e ragione in diverse località e università degli USA. Nello stesso anno, Freeman è stato nominato membro della Royal Society of Arts. Nel 2005 è stato nominato consulente storico delle Blue Guides, una serie di guide turistiche britanniche. Freeman ha organizzato diversi viaggi culturali in Italia, Grecia e Turchia per conto dell'Historical Association e di agenzie turistiche specializzate in viaggi culturali. Ha inoltre tenuto corsi di storia antica nell'ambito dell’Adult Education Program dell’Università di Cambridge.
Freeman ha avuto sette figli e vive attualmente nel Suffolk vicino Framlingham insieme alla sua seconda moglie, Lydia.

## Posizioni sul cristianesimo
Secondo Freeman, la trasformazione del cristianesimo in religione di stato ha avuto come effetto, sulla spinta degli imperatori romani, la codifica rigida della dottrina, mettendo fine alla disponibilità al dibattito che era stata ereditata dalla filosofia greca; ciò ha creato ostacoli all'apertura spirituale dei credenti. Freeman ha dichiarato in un’intervista di avere ricevuto in famiglia un’educazione religiosa, dato che il padre era anglicano e la madre cattolica. Egli aveva aderito alla Chiesa cattolica, che poi ha lasciato ritenendo che fosse eccessivamente influenzata dalla teologia di sant'Agostino, che personalmente non condivide. Freeman ha comunque negato di avere posizioni anticristiane e ha affermato che talvolta si reca alle funzioni religiose anglicane.

## Libri pubblicati
- The World of the Romans: Illustrated Encyclopedia of World History. Oxford University Press, 1993
- Egypt, Greece and Rome: Civilizations of the Ancient Mediterranean. Oxford University Press, 1996.
- The Legacy of Ancient Egypt (in collaborazione con John D. Ray). Checkmark Books, 1997
- The Greek Achievement: The Foundation of the Western World. Viking Press, 1999
- The Closing of the Western Mind: The Rise of Faith and the Fall of Reason. Random House, 2003. (edizione italiana: La fine del pensiero occidentale. Il sorgere della fede e il crollo della ragione, Ariele, 2016)
- Ancient Egypt. Angus & Robertson, 2004
- A.D. 381: Heretics, Pagans, and the Dawn of the Monotheistic State. Overlook Press,  2009.
- A New History of Early Christianity. Yale University Press, 2009. (edizione italiana: Il cristianesimo primitivo, Einaudi, 2010)
- Sites of Antiquity: From Ancient Egypt to the Fall of Rome, 50 Sites that Explain the Classical World. Blue Guides, 2009
- The Horses of St. Mark's: A Story of Triumph in Byzantium, Paris, and Venice. Overlook Press, 2010
- Holy Bones, Holy Dust: How Relics Shaped the History of Medieval Europe. Yale University Press, 2011 (Edizione italiana: Sacre reliquie, Einaudi, 2012)

## Ascendenza
|                                           |                                            |                                              | Genitori                                           |  |  | Nonni |  |  | Bisnonni |  |  | Trisnonni |  |
|                                           |                                            |                                              |                                                    |  |  |       |  |  | …        |  |  | …         |  |
|                                           |                                            |                                              |                                                    |  |  |       |  |  | …        |  |  | …         |  |
|                                           |                                            | …                                            |                                                    |  |  |       |  |  | …        |  |  |           |  |
| Philip Horace Freeman                     |                                            |                                              |                                                    |  |  |       |  |  | …        |  |  |           |  |
|                                           |                                            | …                                            | …                                                  |  |  |       |  |  |          |  |  |           |  |
|                                           |                                            | …                                            | …                                                  |  |  |       |  |  |          |  |  |           |  |
|                                           |                                            | …                                            | …                                                  |  |  |       |  |  |          |  |  |           |  |
| John Freeman                              |                                            | …                                            |                                                    |  |  |       |  |  |          |  |  |           |  |
|                                           |                                            | …                                            | …                                                  |  |  |       |  |  |          |  |  |           |  |
|                                           |                                            | …                                            | …                                                  |  |  |       |  |  |          |  |  |           |  |
|                                           |                                            | …                                            | …                                                  |  |  |       |  |  |          |  |  |           |  |
| …                                         |                                            | …                                            |                                                    |  |  |       |  |  |          |  |  |           |  |
|                                           |                                            | …                                            | …                                                  |  |  |       |  |  |          |  |  |           |  |
|                                           |                                            | …                                            | …                                                  |  |  |       |  |  |          |  |  |           |  |
|                                           |                                            | …                                            | …                                                  |  |  |       |  |  |          |  |  |           |  |
| Charles Freeman                           |                                            | …                                            |                                                    |  |  |       |  |  |          |  |  |           |  |
|                                           | Henry Fitzalan-Howard, XIV duca di Norfolk | Henry Howard, XIII duca di Norfolk           |                                                    |  |  |       |  |  |          |  |  |           |  |
|                                           | Henry Fitzalan-Howard, XIV duca di Norfolk | Henry Howard, XIII duca di Norfolk           |                                                    |  |  |       |  |  |          |  |  |           |  |
|                                           | Henry Fitzalan-Howard, XIV duca di Norfolk | Charlotte Sophia Leveson-Gower               |                                                    |  |  |       |  |  |          |  |  |           |  |
| Henry Fitzalan-Howard, XV duca di Norfolk | Henry Fitzalan-Howard, XIV duca di Norfolk |                                              |                                                    |  |  |       |  |  |          |  |  |           |  |
|                                           |                                            | Augusta Lyons                                | Edmund Lyons, I barone Lyons                       |  |  |       |  |  |          |  |  |           |  |
|                                           |                                            | Augusta Lyons                                | Edmund Lyons, I barone Lyons                       |  |  |       |  |  |          |  |  |           |  |
|                                           |                                            | Augusta Lyons                                | Augusta Louisa Rogers                              |  |  |       |  |  |          |  |  |           |  |
| Winefride Fitzalan-Howard                 |                                            | Augusta Lyons                                |                                                    |  |  |       |  |  |          |  |  |           |  |
|                                           |                                            | Marmaduke Constable-Maxwell, XI lord Herries | William Constable-Maxwell, X lord Herries          |  |  |       |  |  |          |  |  |           |  |
|                                           |                                            | Marmaduke Constable-Maxwell, XI lord Herries | William Constable-Maxwell, X lord Herries          |  |  |       |  |  |          |  |  |           |  |
|                                           |                                            | Marmaduke Constable-Maxwell, XI lord Herries | Marcia Vavasour                                    |  |  |       |  |  |          |  |  |           |  |
| Gwendolen Constable-Maxwell               |                                            | Marmaduke Constable-Maxwell, XI lord Herries |                                                    |  |  |       |  |  |          |  |  |           |  |
|                                           |                                            | Angela Fitzalan-Howard                       | Edward Fitzalan-Howard, I barone Howard di Glossop |  |  |       |  |  |          |  |  |           |  |
|                                           |                                            | Angela Fitzalan-Howard                       | Edward Fitzalan-Howard, I barone Howard di Glossop |  |  |       |  |  |          |  |  |           |  |
|                                           |                                            | Angela Fitzalan-Howard                       | Augusta Talbot                                     |  |  |       |  |  |          |  |  |           |  |
|                                           |                                            | Angela Fitzalan-Howard                       |                                                    |  |  |       |  |  |          |  |  |           |  |